# Raimundo Ferreira Lima
Raimundo Ferreira Lima (Marabá, 27 de junho de 1938 - Araguaína, 29 de maio de 1980), mais conhecido como Gringo, foi um sindicalista brasileiro. Foi casado com Maria Oneide Costa Lima, também militante, e com ela teve seis filhos. Atuava como agente da Comissão Pastoral da Terra, ligada à Conferência Nacional dos Bispos do Brasil (CNBB). Por conta de seu contato com o bispo Dom Pedro Casaldáliga, Gringo era convertido à Teologia da Libertação.
Engajado na questão da reforma agrária na região no Pará, o sindicalista era uma figura importante no movimento. Gringo estava concorrendo para presidente do Sindicato de Trabalhadores Rurais de Conceição do Araguaia (PA), também no Sul do Pará. Seu concorrente ao cargo era Bertoldo Lira, que possuía relações de proximidade com a polícia local.
No dia anterior ao seu assassinato o então diácono Ricardo Rezende Figueira havia declarado em entrevista coletiva em Brasília que havia seis pessoas ameaçadas de morte na região em que se encontrava Gringo.
Quando foi assassinado, em 1980, a Lei da Anistia já havia sido promulgada pelo então presidente General João Baptista Figueiredo, sendo assim, concedido o perdão àqueles que haviam cometido os considerados crimes políticos durante o regime militar. Contudo, em maio de 2018, documentos revelados pela CIA (agência de inteligência dos Estados Unidos) indicam que em 1974 o então presidente Ernesto Geisel havia feito um memorando que autorizou o exército a continuar a realizar execuções contra os opositores do regime militar no Brasil, especificando que essas ações deveriam ser realizadas contra aqueles que eram considerados "perigosos e subversivos". A família de Raimundo se manifestou na época sobre essas novas informações. Seu filho, Alex Costa Lima que possuía 8 meses quando Gringo foi assassinado, declarou que já imaginava que a morte do pai não era fruto apenas da questão agrária (até então, o que acreditava-se ter motivado seu assassinato), mas também de questões políticas e ideológicas.
Na época, a notícia do assassinato de Gringo saiu em diversos jornais e teve um processo instaurado na Justiça de Conceição do Araguaia; contudo este foi engavetado com a justificativa de falta de provas.
Após sua morte, a esposa de Gringo, Maria Oneide Costa Lima, teve que trabalhar para cuidar dos filhos do casal. Ainda assim, se envolveu na luta por justiça no campo e foi presa em 1982 sob a acusação de subversiva e terrorista. Maria já sofreu ameaças de morte de um fazendeiro chamado Neif Murad  —  um dos principais acusados de ser o mandante do assassinato de Gringo  — por se envolver na causa. Ela também faz parte da luta contra o trabalho escravo. Atualmente ela se tornou diretora de uma escola pública, que foi nomeada em homenagem ao seu marido "Raimundo Ferreira Lima", localizada em São Geraldo do Araguaia (PA).

## Morte
Gringo morreu aos 42 anos, vítima de dois tiros de revólver nas costas. Em uma região conhecida como "Baixo Araguaia", local na divisa entre Pará e Goiás, o qual na época era marcado por disputas de terras. O sindicalista se hospedava em um hotel ao retornar de um compromisso em São Paulo, quando foi sequestrado durante a noite, levado até uma estrada fora da cidade e torturado e finalmente morto.
O crime não teve testemunhas, logo o verdadeiro autor é desconhecido ainda hoje. Primeiramente as investigações policiais acusaram Ricardo Fonseca, diácono, devido à uma lista falsa que o membro da igreja denunciou duas semana antes do assassinato. A lista continha nomes de pessoas a serem assassinadas por grileiros, as supostas vítimas seriam um padre, um agente pastoral e quatro lavradores.
A suspeita se provou falsa. O principal acusado passou a ser então Fernando Diniz, capataz de um fazendeiro envolvida na disputa de terras. De acordo com os lavradores, Diniz era conhecido por incendiar casa e envenenar a água de ativistas. Segundo eles a morte de Gringo seria uma retaliação.

### Após a ditadura
A Comissão da Anistia iniciou análises sobre o caso de Gringo em 2005, apurando que agendes do serviço secreto do Exército acompanharam a trajetória sindical de Raimundo desde 1972, início da guerrilha do Araguaia. Apesar destas informações, a família de Gringo não recebeu nenhuma indenização do Estado por seu assassinato. As indenizações são um mecanismo de reparação por danos e violências causados pelas Forças Armadas durante a ditadura militar.

## Homenagens
Em São Geraldo do Araguaia, município localizado na região sudoeste do estado do Pará, há a Escola Municipal de Ensino Fundamental (EMEF) Raimundo Ferreira Lima, onde Maria Oneide Costa Lima, viúva de Gringo, atuou como diretora. Em 2008, durante a Mostra Artística das Comunidades em Araguaína (TO),no Festival da Abolição, realizado de entre 12 e 17 de maio, alunos fizeram duas apresentações em homenagem a Raimundo e Maria Oneide. Sobre essa homenagem, Oneide afirmou :  
| “ | Essa causa de lutar contra o trabalho escravo, contra todo o tipo de escravidão, é o maior orgulho para mim. Estou continuando aquilo que o Gringo parou, que pararam tirando a vida dele…", declarou ao público do Festival. Ela lembrou o caso de outras pessoas que, como Gringo, morreram levantando a bandeira do direito à terra, como os casos de Expedito Ribeiro, executado em 1991, em Rio Maria (PA), e da família Canuto – o pai, João, foi assassinado em 1985 e os filhos José, Paulo e Orlando também sofreram atentado contra a vida em 1990; dos três, apenas Orlando, mesmo ferido, conseguiu sobreviver. "Nós vamos continuar lutando. A escola Raimundo Ferreira Lima, que é justamente o nome de Gringo, vai levar essa causa em frente", completou Oneide, visivelmente emocionada com a homenagem. | ” |